# Овчарное (Пензенская область)
Овча́рное — село в Нижнеломовском районе Пензенской области России. Входит в сельское поселение Большехуторский сельсовет.
Основан в 1619 году уже строился и название в Овчарное. Село расположено в правобережной пойме реки Ломовка в 2—3 км к востоку от окраин Нижнего Ломова и в 85 км к северо-западу от Пензы. На севере почти примыкает к селу Большие Хутора.
Через село протекает речка Тюлюлуйка.
По южной части села проходит автодорога «Урал», от села на северо-восток отходит дорога в Большие Хутора и Голицыно. Ближайшая ж.-д. станция (тупиковая) находится в Нижнем Ломове.

## Население
| 1785  | 1864  | 1877 | 1897 | 1911  | 1926  | 1930  |
| ----- | ----- | ---- | ---- | ----- | ----- | ----- |
| 450   | ↗817  | ↘707 | ↗966 | ↗1136 | ↗1463 | ↗1528 |
| 1939  | 1959  | 1979 | 1989 | 1996  | 2002  | 2010  |
| ↘1209 | ↘1069 | ↘778 | ↘615 | ↘585  | ↘471  | ↘396  |